# Patrick Jonker
Patrick Alexander Jonker (nascido em 25 de maio de 1969) é um ex-ciclista de estrada australiano, natural dos Países Baixos. Tornou-se profissional em 1993 e competiu até o ano de 2004. Jonker representou a Austrália de duas edições dos Jogos Olímpicos, em Barcelona 1992 e em Atlanta 1996, obtendo o melhor desempenho em 1996 ao terminar na oitava posição na prova de contrarrelógio individual.